# Suffren (croiseur)
Pour les articles homonymes, voir Suffren.
Le  Suffren était un croiseur lourd de classe Suffren, ayant servi dans la Marine nationale française. Il fut, comme beaucoup d'autres navires avant lui, nommé en l'honneur du vice-amiral Pierre André de Suffren.

## Historique
Au début du mois de juin 1940, les croiseurs Suffren, Duquesne, Tourville et Duguay-Trouin ainsi que trois contre-torpilleurs participent à l'opération Vado en représailles contre l'Italie qui avait déclaré la guerre à la France le 10 juin 1940. Plus tard en juin, le Suffren participe à une opération commune avec la Royal Navy — la dernière avant l'Armistice.
Lors de l'Armistice du 22 juin 1940, le Suffren se trouve à Alexandrie, en Égypte, en compagnie d'autres navires de guerre français. Contrairement à la situation à Mers el-Kébir, les amiraux britanniques et français, Cunningham et Godfroy, parvinrent à s'entendre. Le Suffren, comme les autres unités françaises, est interné sous contrôle britannique le 3 juillet 1940, son mazout et ses munitions débarqués. Il rejoint le camp allié et il est réarmé le 30 mai 1943 après avoir été modernisé.
Le 17 juillet 1943, le Suffren porte secours aux survivants du Ville de Canton, torpillé au large de Beira, au Mozambique.
Henri Martin prétend que le croiseur a bombardé la ville de Haiphong en Indochine française en 1946, mais seuls 3 avisos ont participé à cette opération.
Il est déclassé le 1er octobre 1947, devenu ponton école à Toulon, il prend alors le nom d’Océan. Durant cette époque, il sert au sein du Groupe d'école d'armes pour la formation à la lutte anti sous-marine  jusqu'à l'ouverture du centre d'instruction naval de Saint-Mandrier en 1971. C'est un des derniers bâtiments français où les marins dorment encore dans des hamacs car il n'était pas équipé de couchettes.
Quatre chaloupes pour le transport des élèves de l'école, communément appelées « barcasses », constituaient sa drome. Seul un groupe électrogène de secours fonctionnait, le chauffage étant assuré par un « chaland chauffeur » accosté au ponton.